# Stazione di Provvidenti
La stazione di Provvidenti era una fermata ferroviaria, posta sulla ferrovia Termoli-Campobasso, che serviva il comune di Provvidenti. È situata in realtà nel territorio comunale di Casacalenda e dista da Provvidenti 4 km.

## Storia
Entrata in funzione nel 1949 e soppressa in data imprecisata, era ubicata al km 50+389, dove è rimasto tuttora funzionante un passaggio a livello.

## Strutture e impianti

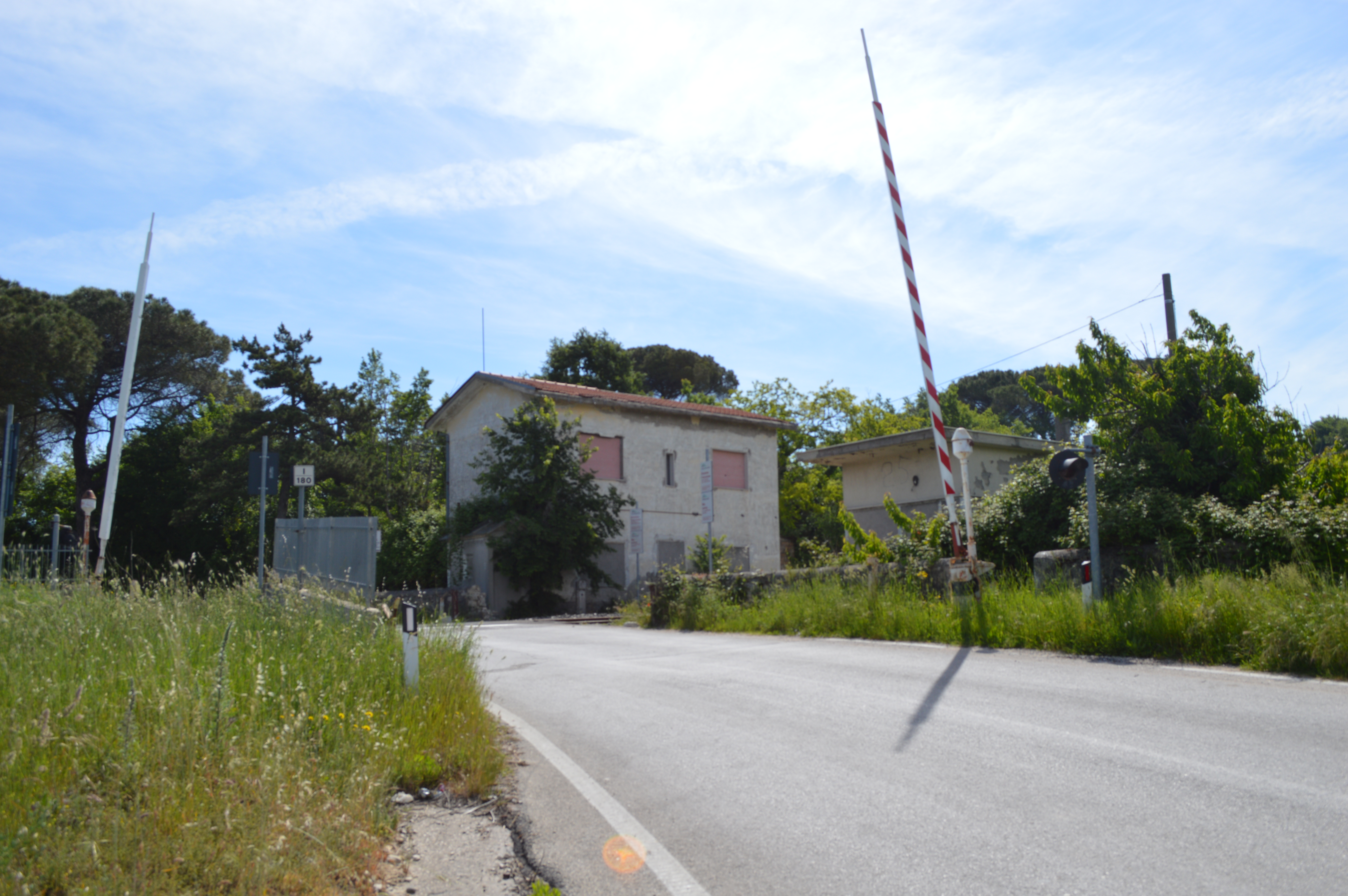
Passaggio a livello posto al km 50+389 della ferrovia Termoli-Campobasso